# Paris-Plage
Cet article concerne Paris-Plage. Pour le journal Paris-Plage, voir Paris-Plage (journal). Pour l'opération estivale de la mairie de Paris, voir Paris Plages.
Cet article court présente un sujet plus développé dans : Le Touquet-Paris-Plage et Chronologie du Touquet-Paris-Plage.
Paris-Plage est le nom du hameau de Cucq dans le département français du Pas-de-Calais en région Hauts-de-France, qui a donné son nom à la commune du Touquet-Paris-Plage lors de sa fondation le 28 mars 1912. Ce nom est resté nom d'usage pendant cinquante ans.

## Histoire de Paris-Plage

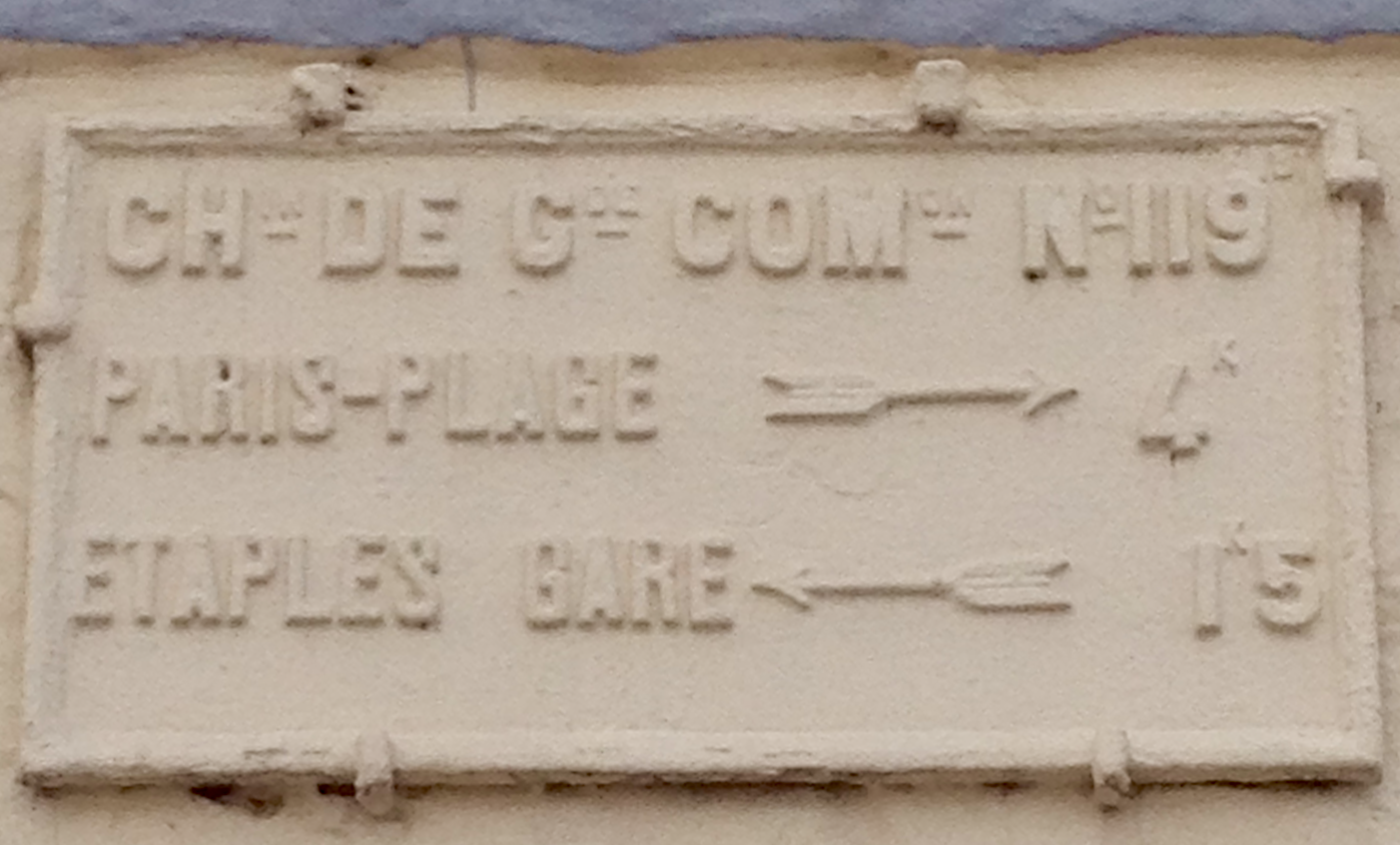
Plaque de cocher apposée à l'angle de l'avenue de l'Aéroport et de l'avenue d’Étaples, à Trépied-Cucq.

En octobre 1874, Hippolyte de Villemessant, fondateur du Figaro, est invité par son ami Alphonse Daloz à une partie de chasse dans son domaine du Touquet. Émerveillé par le décor qu’il qualifie d’« Arcachon du Nord », il donne l’idée au propriétaire de lotir une partie de son domaine, d’en faire une station balnéaire et de lui donner le nom de « Paris-Plage ».
On peut lire dans le Figaro :

« À quatre kilomètres d'Étaples, à l'embouchure pittoresque de la Canche, abritée par une forêt de pins de 1 000 ha, une plage plus belle que celle de Trouville, si Dieu me prête vie, je veux faire de ce pays un Arcachon du Nord, qui pourrait adopter la devise Heri solitudo, hodie civitas, avant peu, le Touquet sera le rendez-vous favori de nos baigneurs parisiens et j'aurai résolu d'une façon pratique le fameux problème Paris-Plage. »

Cela allume une flamme dans l'esprit d'Ernest Legendre, Hippolyte de Villemessant meurt prématurément sans pouvoir mettre son projet à exécution, il décide de stimuler Alphonse Daloz, le châtelain du Touquet, pour la réalisation. C’est ainsi qu’en 1882, Alphonse Daloz crée le premier lotissement (partie du Touquet aujourd’hui à l’ouest du boulevard Daloz).
Louis Hubert, chef de gare d'Étaples, obtient d'une part, de la Compagnie du Nord la reconnaissance officielle du nom de Paris-Plage, qui n'avait jamais figuré, ni sur ses affiches ni sur ses indicateurs, et qu'en même temps on crie à chaque arrêt de train en gare d'Étaples « Étaples, Paris-Plage ».
En 1892, Paris-Plage est reconnue comme nom officiel par les différents ministères, par le ministère de l’Intérieur et par le président du conseil des ministres Émile Loubet et grâce à la volonté de M. Ernest Legendre qui dira que le parrain de la station est M. Loubet.
Compte tenu du nombre grandissant d'habitants, le jeudi 28 mars 1912, la station balnéaire « Paris-Plage » est érigée en commune.

## Administrations, services, institutions et sociétés financières de Paris-Plage en 1909
Cet article montre, en 1909, toute l'importante organisation de Paris-Plage, hameau de Cucq dans le département du Pas-de-Calais, les administrations, les services officiels, les institutions et services reconnus d'utilité publique et les institutions, sociétés diverses (autorisées ou privées) et sociétés financières, qui laisse présager sa volonté à devenir une commune à part entière, ce qui se produit, trois années plus tard, en 1912, année où elle est effectivement érigée en commune sous l'appellation Le Touquet-Paris-Plage.